# 湘南乃風〜JOKER〜
湘南乃風〜JOKER〜（しょうなんのかぜ・ジョーカー）は、2009年4月8日に発売された湘南乃風の4作目のアルバム。

## 概要
- 2006年に発売された「湘南乃風〜Riders High〜」から約2年7ヶ月ぶりとなった。
- シングル4作品を収録し、前作に続きオリコンアルバムチャート1位を獲得した。

## 収録曲
1. Joker
（作詞・作曲・編曲:湘南乃風）
アルバムのサブタイトルにもなっている楽曲。
2. NO WAY〜悪漢無頼〜
（作詞・作曲・編曲:湘南乃風）
3. 黄金魂
（作詞：湘南乃風 / 作曲：湘南乃風、soundbreakers / 編曲：soundbreakers、湘南乃風）
7thシングル
4. 睡蓮花
（作詞:湘南乃風 / 作曲:MINMI、湘南乃風 / 編曲:MINMI、Yoshitaka “Gakkey” Ishigaki、湘南乃風）
6thシングル
5. Mr.Ragga!!
（作詞・作曲・編曲:HAN-KUN）
HAN-KUNのソロ楽曲。
6. ダイヤモンド
（作詞:若旦那、MINMI / 作曲:MINMI、若旦那 / 編曲:MINMI、Yoshitaka “Gakkey” Ishigaki、若旦那）
若旦那のソロ楽曲。
若旦那の妻のMINMIも制作に参加している。
7. 約束
（作詞：RED RICE / 作曲：RED RICE、Amin03 / 編曲：soundbreakers、RED RICE）
RED RICEのソロ楽曲。
8. 親愛なる...
（作詞：SHOCK EYE / 作曲：SHOCK EYE、soundbreakers / 編曲：soundbreakers、SHOCK EYE）
SHOCK EYEのソロ楽曲。
9. 曖歌
（作詞：湘南乃風 / 作曲：湘南乃風、Amin03 / 編曲：soundbreakers、湘南乃風）
7thシングルのカップリング曲。
10. 湾岸 highway
（作詞：湘南乃風 / 作曲：湘南乃風、Amin03 / 編曲：soundbreakers、湘南乃風）
日産N-Link×湘南乃風「ドライブに情熱を」プロジェクトオリジナルソング
N-Linkの会員から寄せられたドライブエピソードを基に書き下ろした楽曲。
元々はシングルのカップリングとして収録される予定だった。
11. SHOW TIME
（作詞・作曲・編曲：湘南乃風）
8thシングルのカップリング曲。
高校野球応援の定番曲となっている。
12. Left & Right〜名も無き足跡〜
（作詞：湘南乃風 / 作曲：Yoshitaka “Gakkey” Ishigaki、湘南乃風 / 編曲：湘南乃風、Yoshitaka “Gakkey” Ishigaki）
日本フライ級王者粉川拓也の入場曲として使用されている。
13. 恋時雨
（作詞：湘南乃風 / 作曲：湘南乃風、soundbreakers / 編曲：soundbreakers、湘南乃風）
8thシングル
14. 親友よ
（作詞：湘南乃風 / 作曲：BLOOD-I、湘南乃風 / 編曲：湘南乃風、BLOOD-I）
9thシングル
15. rainy
（作詞・作曲・編曲:湘南乃風）